# تشييد مبنى التجارة العالمي

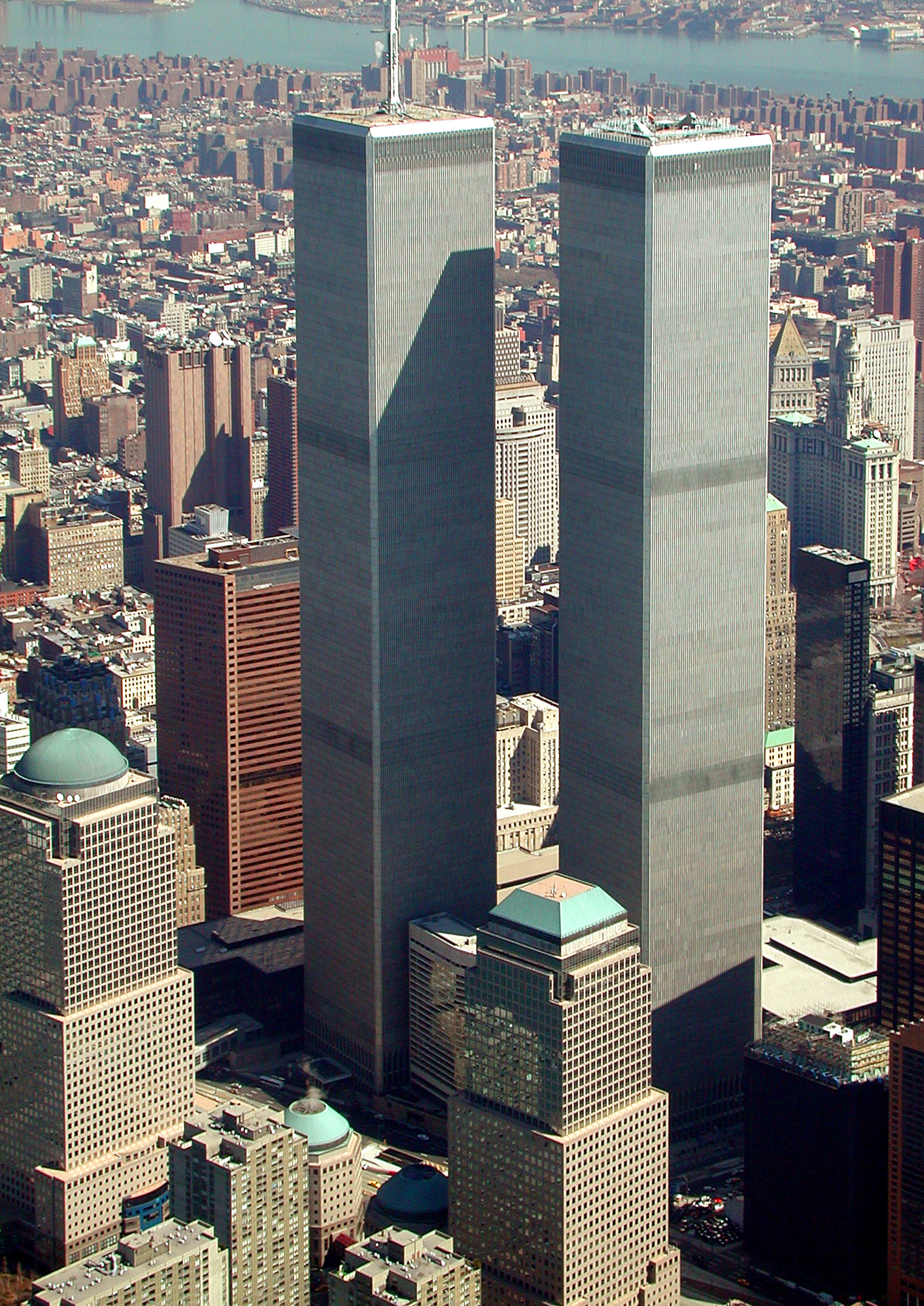
مركز التجارة العالمي مكتملًا في مارس 2001

تبنّى مشروع التجديد الحضاري الذي ترأسه ديفيد روكفلر تصور بناء أول مركز تجارة عالمي لإحياء وسط مانهاتن. قدم المشروع هيئة ميناء نيويورك ونيوجيرسي والتي كان يعمل لها المعماري مينورو ياماساكي صاحب فكرة البرجين التوأمين. وبعد مفاوضات مكثفة، وافقت حكومتي ولايتي نيويورك ونيوجيرسي المشرفتين على هيئة الميناء على دعم مشروع بناء مركز التجارة العالمي في منطقة راديو رو في مانهاتن، مدينة نيويورك. ولجعل الاتفاق مقبولًا لدى نيوجيرسي، وافقت هيئة الميناء على تولى سكك حديد هدسون ومانهاتن المفلسة والتي كانت تربط بين نيوجيرسي ووسط مانهاتن.
بني أول برج من مجمع مركز التجارة العالمي كمشروع تجديد حضري في مدينة نيويورك ليساعد على إنعاش منطقة مانهاتن السفلية التي يتزعمها ديفيد روكفلر. طُور المشروع من قبل هيئة موانئ نيويورك ونيوجيرسي. ونشأت فكرة مركز التجارة العالمي بعد الحرب العالمية الثانية كوسيلة لدعم السبل الحالية للتجارة الدولية في الولايات المتحدة.
صُمم مخطط البناء الأصلي على الجانب الشرقي من مانهاتن السفلية، لكن حكومتي ولايتي نيوجيرسي ونيويورك، اللتين تشرفا على هيئة الموانئ، لم تتفقان على هذا الموقع. بعد مفاوضات مكثفة، وافقت حكومتا ولايتي نيوجيرسي ونيويورك على دعم مشروع مركز التجارة العالمي، وبني في موقع راديو رو في الجانب الغربي السفلي من مانهاتن. ولكي توافق ولاية نيوجيرسي على هذه الاتفاقية، وافقت هيئة الموانئ على امتلاك الخط الحديدي الواصل بين هدسون ومانهاتن، والذي يجلب ركابًا من نيوجيرسي إلى موقع مانهاتن السفلية، وبعد أن استولت هيئة الموانئ على الخط الحديدي، تم تغيير اسمه إلى PATH.
تعاقدت هيئة الموانئ مع المهندس المعماري مينورو ياماساكي، الذي توصل إلى فكرة البرجين التوأم. صُممت الأبراج بهياكل إطارية أنبوبية، والتي تسمح بتوفير مساحة طابقية مستمرة دون أعمدة أو جدران. تحقق ذلك باستخدام عدد من الأعمدة المحيطة المتقاربة لتعطي مقاومة كبيرة للهيكل الإطاري إلى جانب الوزن الذاتي المشترك مع الأعمدة المركزية. وفرت الجملة الإنشائية للمصاعد الرئيسية والمحلية مساحات كبيرة من خلال جعل أبعاد النواة المركزية أصغر واستخدمت هذه المساحات للمكاتب. تضمن تصميم وبناء مركز التجارة العالمي استخدام العديد من التقنيات المبتكرة الأخرى ومعظمها في البرجين التوأم، مثل الحوائط الرادغة للماء لحفر الأساسات، وتجارب نفق الريح.
بدأ إنشاء البرج الشمالي لمركز التجارة العالمي في أغسطس من عام (1968)، والبرج الجنوبي في عام (1969). ساعد الاستخدام المكثف للعناصر مسبقة الصنع على تسريع عملية البناء. بدأ استثمار البرج الشمالي في ديسمبر من عام (1970) والبرج الجنوبي في يناير من عام (1972). بُنيت أربعة مبانٍ أخرى أقل ارتفاعًا في أوائل السبعينيات كجزء من مركز التجارة العالمي، واكتمل معظم المجمع بحلول عام (1973). افتتح المبنى السابع في عام (1987).

## التخطيط

### السياق
في عام (1942)، أصبح أوستن جي توبين المدير التنفيذي لهيئة الموانئ، وبدأ حياته المهنية لمدة 30 عام، إذ أشرف خلالها على تخطيط وتطوير مركز التجارة العالمي. ظهرت فكرة إنشاء «مركز تجاري عالمي» خلال فترة ما بعد الحرب العالمية الثانية، عندما ازدهرت الولايات المتحدة اقتصاديًا وتزايدت التجارة الدولية. في ذلك الوقت، تركز النمو الاقتصادي في وسط مانهاتن ودُعم جزئيًا من قبل مركز روكفلر، الذي أُنشى في الثلاثينيات.
في عام (1946)، أي بعد سنة من انتهاء الحرب رسميًا، أقرت الهيئة التشريعية لولاية نيويورك مشروع قانون يدعو إلى إنشاء «مركز تجاري عالمي». إذ سيزيد هذا المركز من دور مدينة نيويورك في التجارة عبر الأطلسي. تأسست شركة التجارة العالمية وعُين مجلس الإدارة من قبل حاكم نيويورك توماس إي ديوي لوضع خطط للمشروع. وبعد أقل من أربعة أشهر من تسمية مجلس الإدارة، عُلقت خطط إنشاء «مركز تجاري عالمي». وبحلول هذا الوقت، ابتكر المهندس المعماري جون إبرسون وابنه درو خطة شملت 21 مبنى بمساحة 10 أحياء، بتكلفة تقدر بـ 150 مليون دولار. ولكن، بعد التوقعات المستقبلية تقرر أن مثل هذا المجمع لن يكون مربحًا بسبب قلة الطلب، وتحدثت إحدى التقديرات أن مشروع مركز التجارة العالمي سيكون ناجحًا إذا ساهمت فيه 4800 شركة كبرى على الأقل من أصل 6000 في الولايات المتحدة. في عام (1949)، حُلّت مؤسسة التجارة العالمية من قبل الهيئة التشريعية لولاية نيويورك.

### المخططات الأصلية
في هذه الأثناء، خرج الحي المالي في مانهاتن السفلية من الطفرة الاقتصادية للصناعات المالية. وشهدت منطقة مانهاتن السفلية نمواً اقتصادياً أقل من وسط المدينة لأن العديد من العمال انتقلوا إلى الضواحي، ووجدوا أنه من الأسهل التنقل إلى وسط المدينة بدلاً من أسفل المدينة. ذكر الكاتب بول جولدبرجر أن الحي المالي، على وجه الخصوص، كان خاليًا من «أي نوع من البيئة الحضرية»، بما في ذلك وسائل الترفيه أو المراكز الثقافية أو الإسكان. استُبدلت الصناعات التجارية على طول موانئ مانهاتن السفلية بصناعات في أماكن أخرى. قام ديفيد روكفلر، الذي قاد جهود التجديد الحضري في مانهاتن السفلية، ببناء ناطحة السحاب ون تشيس مانهاتن بلازا في محاولة لإعادة خلق فرص التوظيف. اعتقد روكفلر أن المنطقة ستفقد مكانتها كمركز مالي للأمة إذا لم يُعاد تطويرها. ومع ذلك، جذبت ناطحة السحاب التي افتتحت في عام (1960) بارتفاع 800 قدم (240 م)، عددًا أقل بكثير من المتوقع من المستأجرين.
في عام (1958)، أنشأ روكفلر جمعية في وسط مانهاتن السفلية، إذ كلف شركة سكيدمور وأوينجز وميريل لوضع خطط لإعادة تنشيط مانهاتن السفلية. دعت الخطط التي أُعلنت في أواخر يونيو من عام (1960) إلى إنشاء مركز تجاري عالمي يمتد على مساحة 13 فدان (53000 متر مربع) على طول النهر الشرقي، في موانئ ساوث ستريت، أحد موانئ مانهاتن السفلية التي شهدت انخفاضًا مستمرًا في الأعمال التجارية خلال العقد الماضي. يحد الموقع من الجنوب برج أولد سليب، وووتر ستريت، وفولتون ستريت، وساوث ستريت، ويقع المجمع نفسه على «منصة مكونة من طابقين تحل محل شبكة الشوارع التقليدية». شمل المجمع المقترح قاعة عرض بطول 900 قدم (270 م)، بالإضافة إلى مبنى مكون من 50 إلى 70 طابق مع فندق في بعض طوابقه العليا. وتشمل المرافق الأخرى المسرح والمتاجر والمطاعم. دعت الخطة أيضًا لإنشاء مبنى لبورصة الأوراق المالية، إذ أملت جمعية وسط مانهاتن أن تستضيف بورصة نيويورك للأوراق المالية.

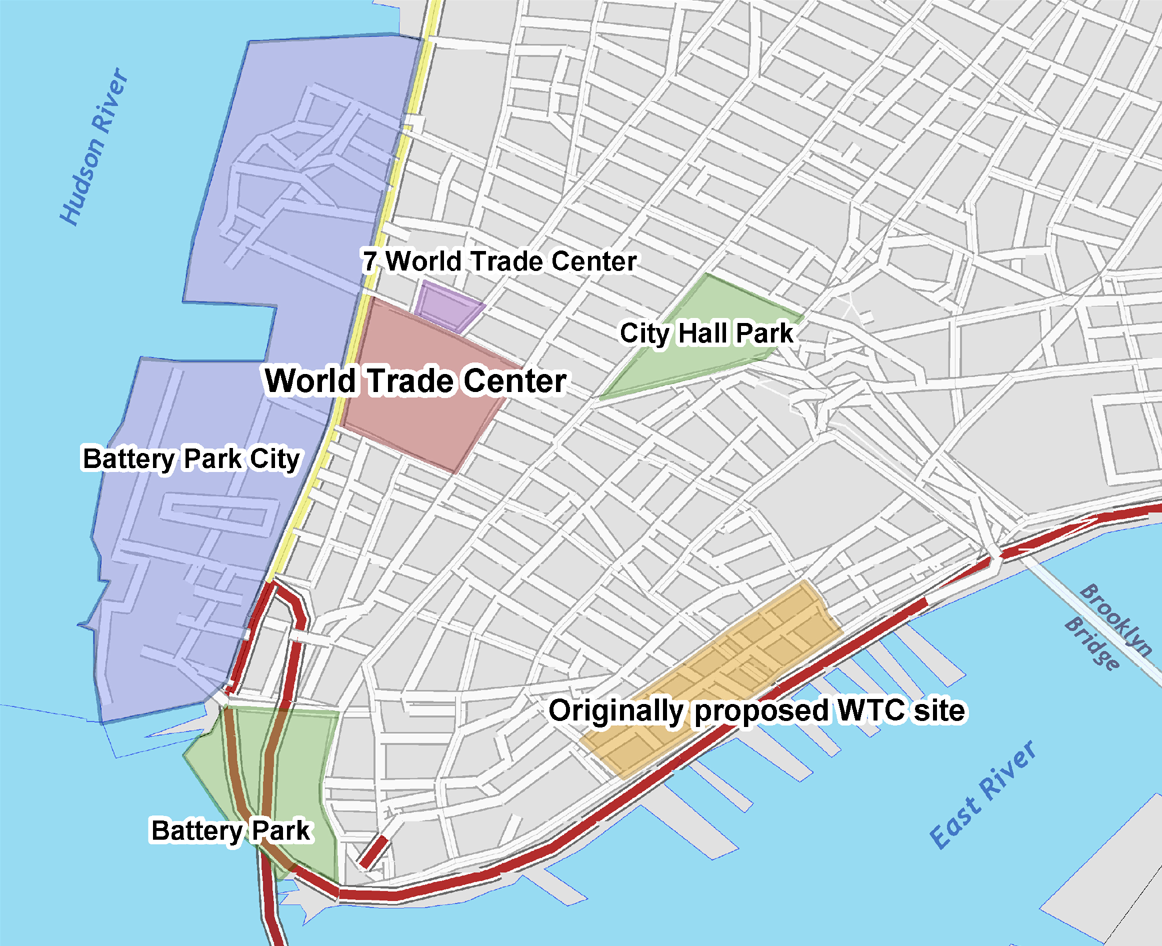
موقع مبنى التجارة العالمي (بالأحمر) والموقع المقترح (بالبرتقالي)

اقترح ديفيد روكفلر أن تسليم المشروع لهيئة الموانئ سيكون خيارًا منطقيًا نظرًا لأن لديها خبرة في تنفيذ مشاريع هندسية كبيرة مماثلة، وكذلك لأن سلطة الموانئ ستدفع تكاليف بناء المجمع بدلاً من شركة روكفلر. قال روكفلر إن المركز التجاري سيوفر فوائد كبيرة في تسهيل وزيادة حجم التجارة الدولية القادمة عبر موانئ نيويورك ونيوجيرسي. طلب شقيق ديفيد نيلسون روكفلر، وهو حاكم ولاية نيويورك، رسميًا من هيئة الموانئ التحقيق في جدوى هذا الاقتراح. ونظرًا لأهمية مدينة نيويورك في التجارة العالمية، لاحظ مدير هيئة الموانئ أوستن جي توبين أن المشروع المقترح يجب أن يكون مركز التجارة العالمي، وليس مجرد «مركز تجاري عالمي» عادي. كلّف توبين أحد مساعديه، وهو ريتشارد سوليفان، بإجراء دراسة حول جدوى بناء مركز التجارة العالمي.
نشر سوليفان دراسته بعنوان «مركز التجارة العالمي في موانئ نيويورك» في 10 مارس عام 1961. أوصى التقرير ببناء مركز تجاري على طول الواجهة البحرية لتسهيل التجارة داخل موانئ نيويورك. ذكرت الدراسة أيضًا أن موقع روكفلر المقترح بالقرب من موانئ ساوث ستريت هو الأكثر ملائمة للمركز التجاري، لكنه لم يأخذ في الاعتبار اعتراضات السكان المحليين المحتملة. أيدت هيئة الموانئ رسميًا المشروع في اليوم التالي.

### الاتفاق
اضطرت ولايتا نيويورك ونيوجيرسي أيضًا إلى الموافقة على المشروع، بالنظر إلى دورهما الرقابي والسيطري على هيئة الموانئ. أما الاعتراضات على الخطة فقد جاءت من حاكم ولاية نيوجيرسي روبرت بي ماينر، الذي استاء من أن تحصل نيويورك على المشروع ذي التكلفة 355 مليون دولار. تحفظ ماينر بشرط إذا كانت ولايته قادرة على الاستفادة. شعر بالقلق بشكل خاص إزاء عدد الركاب في الخط الحديدي الجديد في نيوجيرسي. إذ انخفض عدد الركاب بشكل كبير من 113 مليون راكب في عام 1927 إلى 26 مليون في 1958، بعد فتح الأنفاق وجسور السيارات الجديدة على نهر هدسون. تقع محطة القطار النهائية وهي عبارة عن مجمع مكاتب كبير ومكلف على طول الجانب الغربي السفلي من مانهاتن، في حي يطلق عليه اسم راديو رو، والذي شهد انخفاضًا عامًا أيضًا بسبب فقدان خيارات النقل. توقف سير العبارات التي تمر عبر نهر هدسون، والتي شهدت نقل 51 مليون راكب سنوي في عام 1920، في حين أزيلت الخطوط المرتفعة في المنطقة لصالح المترو السريع. ولسنوات عديدة، اقترح سكان نيوجيرسي والمسؤولون المنتخبون أن تشتري هيئة الموانئ الخط الحديدي، لكن في كل مرة، ترفض هيئة الموانئ. اقترح ماينر أنه سيدعم خطط مشروع مركز التجارة العالمي إذا استحوذت هيئة الموانئ على الخط الحديدي. عندها، بدأت هيئة الموانئ بإجراء دراسة أخرى حول اقتراح ماينر الاستحواذ على الخط الحديدي.